# Румбольд Волімонтович
Румбольд Волімонтович, також Ламберт, Ру(а)мбольд(т), Румбовд, Рамвольт Волі(и)мунтович (пом. листопад 1432, або на початку 1433) — державний діяч, дипломат Великого князівства Литовського, намісник жмудський (1409—1411), маршалок земський литовський (1412—1432), намісник вітебський (1422/1423).

## Життєпис
Народився, імовірно, в другій половині XIV століття в сім'ї литовського боярина Волімонта Бушковича, належав до одного з найбагатших литовських родів Волімонтовичів. Підписувався у документах «із Дзєволтува» (тепер — Дельтува біля Укмерге). Мав 6 братів — Явнута, Кезгайла, Судивоя, Шедібора, Гудигерда та Сегебута (Зігебута). Мав християнське ім'я Ламберт, проте використовував його досить рідко.
Вперше згадується у травні 1390 року — разом зі своїм братом Міхалом Кезгайлом він був серед 28 жмудських бояр, які видали в Кенігсберзі документ із обіцянкою Тевтонському ордену та «королю» Вітовту надавати допомогу при кожному заклику в обмін на дозвіл вільно торгувати в прусських прикордонних землях (Рагніті, Клайпеді та Юрборку).
18 січня 1401 року Румбольд разом із братом Кезгайлом був підписантом Віленсько-Радомської унії з Королівством Польським. 1404 року брав участь у переговорах із орденом у Рацьонжі та засвідчив підписання мирного договору.
На рубежі травня-червня 1409 року князь Вітовт вислав його на Жмудь для приготування повстання проти ордену, призначивши своїм намісником. За Яном Длугошем, Румбольд захопив усі орденські замки, взяв у полон орденського фогта Жмуді Міхаеля Кухмайстра і повернув землю під владу Великого князівства Литовського. Як князівський намісник організував управління у звільнених районах, поставив тивунів, яких не завжди визнавало місцеве населення.
1 лютого 1411 року виступив одним із гарантів Торунського миру з тевтонцями.
8 травня 1412 року Румбольд був призначений на посаду маршалка земського литовського. У документах вживав титули лат. marschalcus totius Lithuaniae (1412), нім. Landtmarschalk (1430), лат. terre Lithuaniae generalis marschalcus. Відбув чимало посольств до Королівства Польського — у 1412, 1416, 1429 і 1430 роках.
У першій половині 1413 року Румбольд серед інших литовських шляхтичів вів переговори про статус Жемайтії з Бенедиктом Макраєм, посередником, призначеним Сигізмундом Люксембурзьким. Імовірно, у жовтні цього ж року він брав участь у Городельському з'їзді, на якому братів Волімунтовичів і, зокрема, їхнього представника — троцького воєводу Явнута, було прийнято до польського шляхетського гербу Задора маршалком Королівства Польського Збіґнєвом із Бжезя.
На початку липня 1422 року командував литовсько-жмудськими військами під час війни з Тевтонським орденом, брав участь у переговорах біля озера Мельно. 27 вересня підписав Мельнський мир як вітебський намісник.
У липні 1429 року Румбольд разом із воєводою віленським Ґедиґольдом і канцлером литовським Міколаєм Малдриком був посланцем до Польщі, щоб повідомити Владиславу Ягайлу та коронним панам про коронаційні наміри Вітовта. Під час переговорів посланці досить твердо передали волю великого князя, з приводу чого Ягайло пізніше скаржився Вітовту.
Після смерті Вітовта підтримував разом із братами Свидригайла. Зокрема, 19 червня 1431 року, разом із Явнутом і Кезгайлом підписав союз між Тевтонським орденом і Свидригайлом проти Польського Королівства у Скірстимоні. Під час Луцької війни 31 липня 1431 року Румбольд потрапив у польський полон. Разом із іншими значними литовськими та лівонськими полоненими він був ув'язнений у Краківському замку. Свидригайло постійно домагався його звільнення. У грудні цього ж року його було звільнено з полону під особливу поруку Свидригайла та особисте письмове зобов'язання (26 грудня) про повернення до Кракова на Великдень.
Після державного перевороту у Великому князівстві Литовському 1 вересня 1432 року та приходу до влади Сигізмунда Кейстутовича, Румбольд разом із братами спочатку перейшов на його бік, зберігши посаду маршалка. 15 жовтня 1432 року підписав Акт Гродненської унії з Королівством Польским. Проте згодом, разом із братами став учасником змови, яка мала на меті повернути владу в Литві Свидригайлу. Змова була розкрита, коли прихильники Сигізмунда Кейстутовича схопили посланця родини Волімунтовичів, який ніс листи до Свидригайла. Під тортурами він видав змовників, і на рубежі жовтня–листопада 1432 року Румбольд, Явнут, Кезгайло та Шедібор були ув'язнені. Відразу після ув'язнення (тієї ж ночі) Сигізмунд наказав стратити Румбольда та Явнута.

## Підписи та печатки на документах
До документу від 26 грудня 1431 року привісив печатку з гербом Задора на щиті, спрямованим праворуч, та написом навколо:
 S [igillu] M RAM [bo] LDI… 

## Маєтності та фундації
Дідичні володіння Румбольдта знаходилися у Дзєволтові, володів також маєтками у Свіслоцькій волості та Жмуді. Зокрема, володів половиною Блужі «над Свіслоччю» у Кревському старостві. Румбольдові належав також двір у Вількомирі та маєток Румбортишки (Ромболтишки). Ці маєтки були конфісковані Сигізмундом Кейстутовичем після страти Румбольда, окрім, можливо, вількомирського.
Фундував вівтар Румбольда у Віленській катедрі, який у середині XVII століття був прилучений до вівтаря святого Хреста.

## Сім'я
Мав сина Михайла Румбольдовича (Ромбольтовича), якому Казимир IV Ягеллончик у середині XV століття підтвердив вотчину — владу над 7 підданими у Вількомирі та додав ще трьох.